# Bornhöveder Seenkette
Die Bornhöveder Seenkette ist eine Gruppe von sechs Seen und liegt etwa 25 km südlich der Stadt Kiel in Schleswig-Holstein. Die Seenkette ist Teil des Wankendorfer Seengebietes innerhalb der Holsteinischen Schweiz. 
Die Bornhöveder Seenkette besteht aus den folgenden Seen:
- Bornhöveder See
- Schmalensee
- Belauer See
- Stolper See
- Schierensee
- Fuhlensee

Durch die vier erstgenannten Seen fließt die Alte Schwentine, die beiden letztgenannten Seen sind über Vorfluter mit dem Gewässernetz der anderen Seen verbunden. Die Alte Schwentine verlässt den Stolper See an seinem Nordende und fließt weiter über den Postsee und die Schwentine in die Kieler Förde.
Aufgrund der chemischen Beschaffenheit sind alle sechs Seen überwiegend eutroph und nährstoffreich, haben eine hohe Planktonproduktion und somit Sichttiefen von 1 bis 2 Metern.
Sie gehören einem dimiktisch-holomiktischen Seentyp an mit sommerlicher Temperaturschichtung.